# Walter Heyn
Walter Heyn (* unbekannt) war ein Direktor und Innenarchitekt der Deutschen Werkstätten A. G. in Dresden-Hellerau (DeWe).

## Leben
Nach dem Studium wurde er 1929 Mitglied des Deutschen Werkbundes und Nachfolger vom Gründer der DeWe, Karl Schmidt. Die 1943 vom Reichsluftfahrtministerium geschaffene "Organisation Heyn", zuständig für die Verwendung von Holz im Flugzeugbau, trug seinen Namen. 
Nach Beendigung des Zweiten Weltkrieges wurden die Deutschen Werkstätten in Dresden-Hellerau unter Treuhand gestellt, später als VEB, Leiter: Walter Heyn. Die "Organisation Heyn" ging in Konkurs und wurde durch einen außergerichtlichen Vergleich 1946 aufgelöst. 1952 knüpfte Walter Heyn als Leiter der Deutschen Werkstätten Kontakte mit der Möbelfabrik Wilkening & Hahne (später Wilkhahn in Bad Münster bei Hannover) und lieferte die Entwürfe der DeWe-Möbelkollektion für die Produktion des westdeutschen Partners.